# Maladers
Maladers je bývalá samostatná obec ve švýcarském kantonu Graubünden, okresu Plessur. Nachází se asi 3 kilometry jihovýchodně od Churu v nadmořské výšce 1 013 metrů. Má zhruba 500 obyvatel.
K 1. lednu 2020 se Maladers na základě výsledku referenda sloučil s Churem a stal se tak součástí kantonálního hlavního města.

## Historie

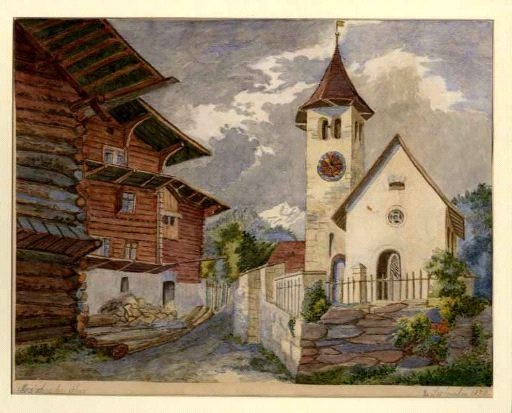
Kostel v Maladers (1870)

Nálezy z doby bronzové a římská soška Merkura objevená v roce 1977 dokládají rané osídlení obce, která je v listině z roku 1156 zmiňována jako Maladru. Původně patřila k churskému dvoru, v pozdním středověku se stala součástí dvora Ausserschanfigg. Koncem 16. století Maladers přešel z rétorománštiny na němčinu a v roce 1635 se jako poslední obec v údolí připojil k reformaci. V roce 1939 byl Sassal přičleněn k městu Chur. Krytý most přes Plessur postavený v Sassalu v roce 1881 byl v roce 1966 zbourán.
K 1. lednu 2020 došlo ke sloučení obce Maladers s městem Chur poté, co voliči tento projekt schválili velkou většinou hlasů ve dvou samostatných hlasováních (obecní zastupitelstvo v Maladers 30. srpna 2018: 186 hlasů ku 20; referendum 25. listopadu 2018 v Chur: 9 686 hlasů ku 1 761).
Již 1. ledna 2013 se ostatní obce na pravé straně údolí Schanfigg spojily do obce Arosa. Podnět ke sloučení obcí dal kanton Graubünden, který tyto projekty finančně podpořil.

## Geografie

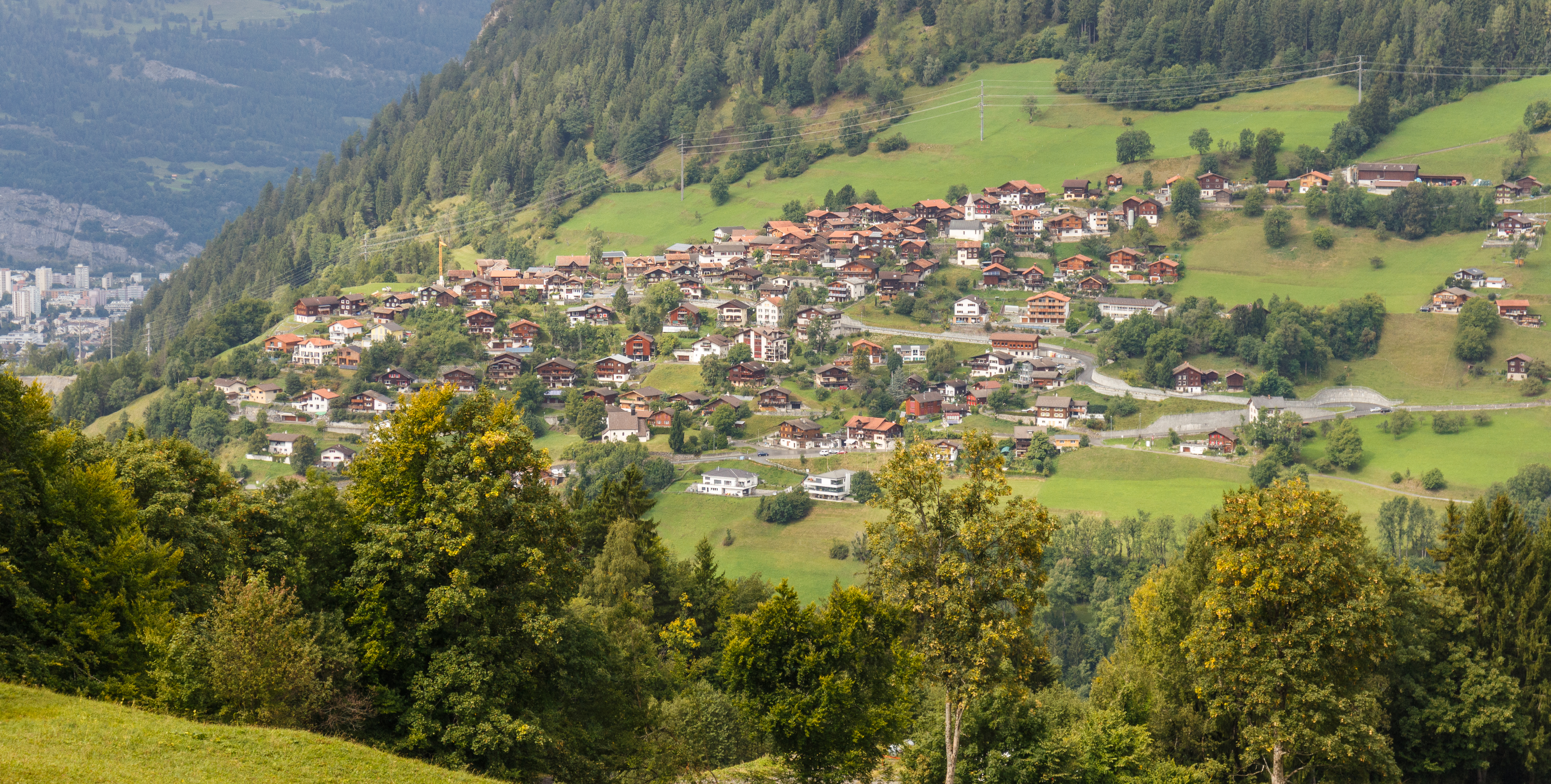
Pohled na obec

Maladers leží 3 kilometry jihovýchodně od Churu na kantonální silnici do Arosy. Bývalá obec se rozkládá na pravé, severní straně Schanfiggu od hluboce zaříznutého Plessuru (nejnižší bod 620 m n. m.), který tvoří jižní hranici, údolím až ke Calfreiser Tobel, k západnímu úpatí pohoří Hochwang. Na Montalinu, těsně pod vrcholem, se nachází nejvyšší bod území v nadmořské výšce 2 220 metrů. Kromě centrální obce Maladers, které leží na terase nad zalesněným strmým úbočím, patří k obci ještě osady Brandacker a Sax.
Z celkové rozlohy bývalé obce 761 ha je 497 ha pokryto lesy a lesními porosty. 208 ha lze využít pro zemědělství, i když 145 ha tvoří pastviny. Po 28 ha tvoří osídlené oblasti a neproduktivní půda (většinou hory). Sousedními obcemi byly Arosa, město Chur, Churwalden, Trimmis a Tschiertschen-Praden.

## Obyvatelstvo
| Vývoj počtu obyvatel | Vývoj počtu obyvatel | Vývoj počtu obyvatel | Vývoj počtu obyvatel | Vývoj počtu obyvatel | Vývoj počtu obyvatel | Vývoj počtu obyvatel | Vývoj počtu obyvatel | Vývoj počtu obyvatel | Vývoj počtu obyvatel |
| -------------------- | -------------------- | -------------------- | -------------------- | -------------------- | -------------------- | -------------------- | -------------------- | -------------------- | -------------------- |
| Rok                  | 1803                 | 1850                 | 1900                 | 1950                 | 2005                 | 2004                 | 2010                 | 2019                 |                      |
| Počet obyvatel       | 120                  | 253                  | 341                  | 448                  | 493                  | 506                  | 427                  | 522                  |                      |

## Hospodářství a doprava
Maladers, podle vlastní reklamy nejslunečnější obec v Graubündenu, se neustále rozvíjí jako oblíbená rezidenční obec na okraji hlavního města kantonu. V samotné obci bylo zaměstnáno 37 osob v zemědělství a lesnictví, 32 osob v obchodním sektoru a 23 osob ve službách (stav k roku 2000/2001).
Bývalá obec je napojena na síť veřejné dopravy několika zastávkami na autobusové lince Postauto Chur–Peist. První poštovní autobusové spojení do Churu bylo zprovozněno 15. května 1935. Na území obce Maladers se nachází výhybna Untersax na trati do Arosy, která však nenabízí možnost odbavení cestujících.